# 池上ゆりか
池上 ゆりか（いけがみ ゆりか、1972年12月31日 - ）は、日本のタレント、女性ファッションモデル。千葉県出身。

## 略歴
1989年に池上ゆりかとして芸能界デビュー。デビュー当時は、グラビアを中心に活動し、その後『黒BUTAオールスターズ』の1期メンバーとして活躍。また『JR四国』のキャンペーンガールなどの活躍もした。現在はモデルを中心に活動中。

## 人物
趣味：画絵・紅茶の葉を集めること・マッチ集め
スポーツ：バレーボール・陸上

## 出演

### テレビ
- 黒ブタ天国（テレビ東京）（1993年放送開始）
- どうぶつ奇想天外!（TBSテレビ）（アシスタント）

### ラジオ
- 黒ブタ天国（文化放送）（1993年放送開始）

### CD
トーラスレコードから発売
シングル
- DJ in Time（1996年06月26日）

　　　（c/w） DA・I・SU・KI

### 写真集
- 18歳のワルツ（1990年12月、株式会社ビックマン出版）撮影：両角英介

### ビデオ
- 18歳のワルツ（パワースポーツ）